# Distrito de Pécsvárad
El distrito de Pécsvárad es un distrito húngaro perteneciente al condado de Baranya.

## Localidades
El distrito está conformado por una ciudad y 16 pueblos.
Ciudades
- Pécsvárad

Pueblos
- Apátvarasd
- Erdősmecske
- Erzsébet
- Fazekasboda
- Geresdlak
- Hidas
- Kátoly
- Kékesd
- Lovászhetény
- Martonfa
- Mecseknádasd
- Nagypall
- Óbánya
- Ófalu
- Szellő
- Zengővárkony